# Estación de Intxaurrondo (Euskotren Trena)
La estación de Intxaurrondo es una estación ferroviaria situada en el barrio donostiarra homónimo, situada a 45 metros bajo tierra debajo del cinturón GI-20 y el paseo de Zarategi. Pertenece a la empresa pública Euskal Trenbide Sarea, dependiente del Gobierno Vasco. Da servicio a la línea del metro de San Sebastián del operador Euskotren Trena, denominada popularmente el Topo, siendo una de las estaciones más nuevas de la línea. Con la apertura de la estación en 2012, se mejoraron las frecuencias de la línea, con lo que, a partir de entonces, también se le llama "metro" a la línea, aunque el nombre popular "Topo" sigue siendo el más utilizado.
La estación, la más profunda de la ciudad, dispone también de las escaleras mecánicas más largas (100 m) del Estado. La estación dispone desde 2013 de Wi-Fi gratuito.

## Accesos
- Sagastieder
- Txara (Sagastieder)
- Zarategi

## Galería de imágenes

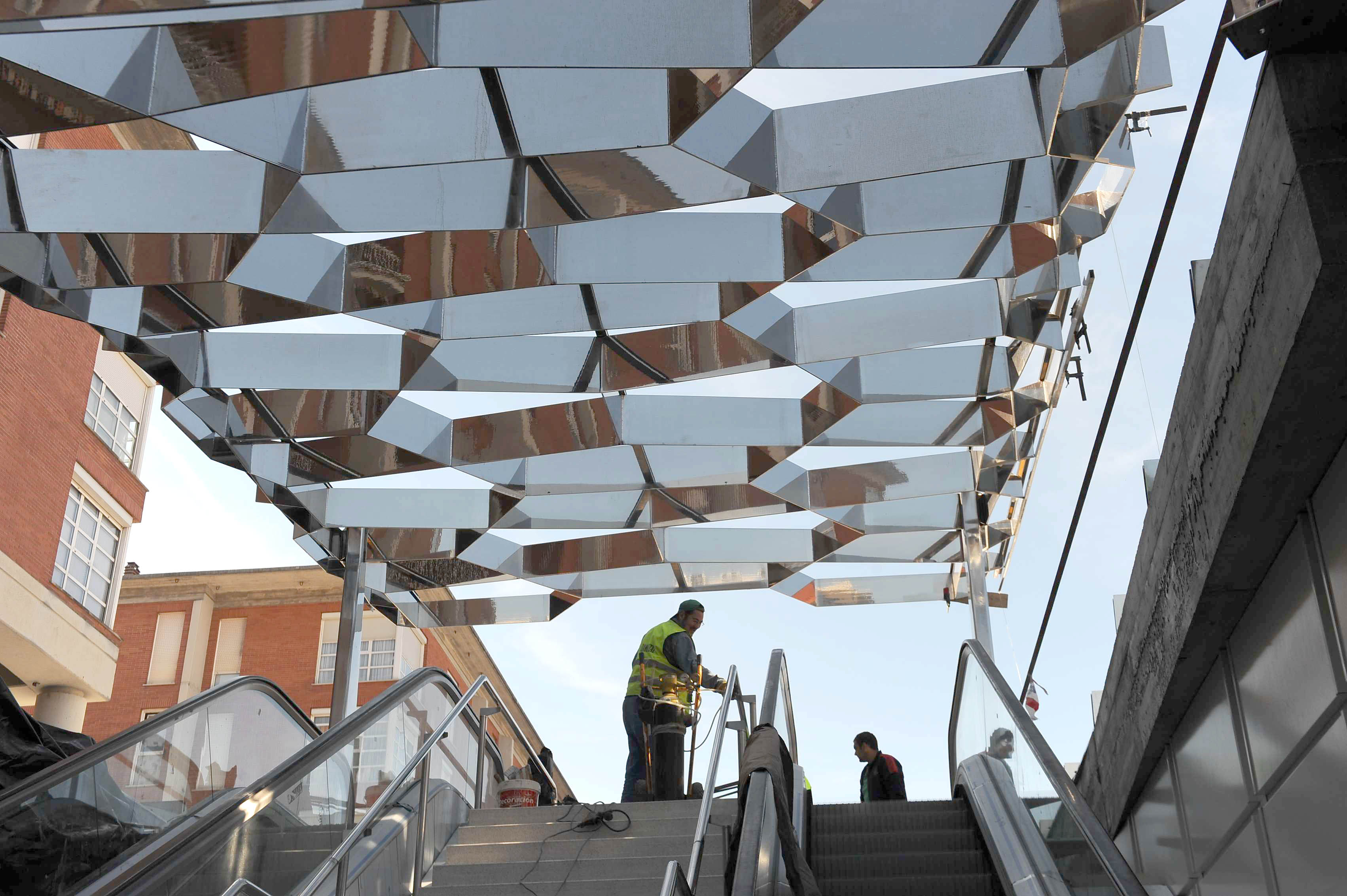
Acceso a la estación de Intxaurrondo
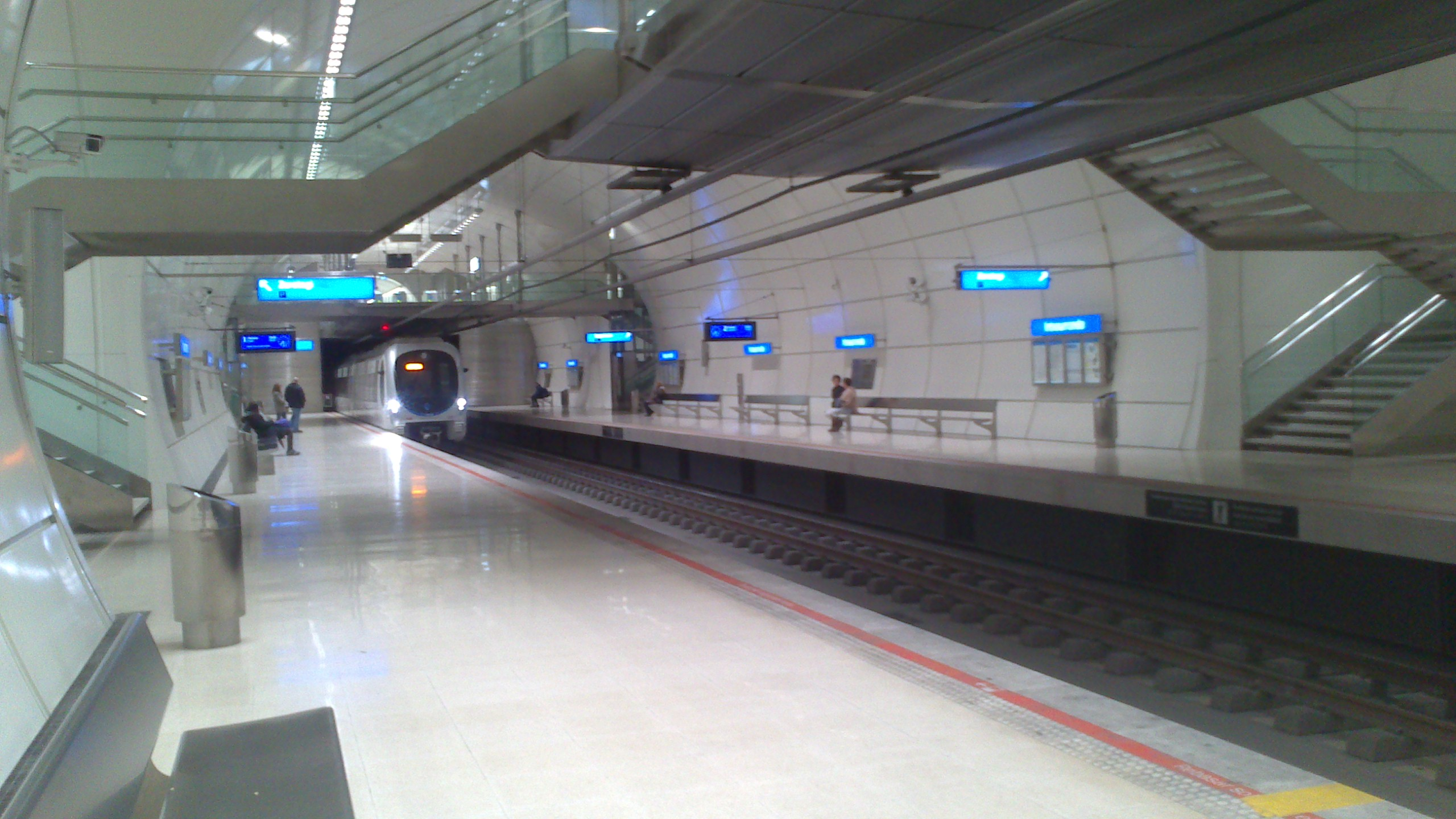
Vista del interior